# モーニング娘。EARLY SINGLE BOX
『モーニング娘。EARLY SINGLE BOX』（モーニングむすめ。アーリー・シングル・ボックス）は、2004年12月15日発売されたモーニング娘。初のCD-BOX。

## 概要
1作目「モーニングコーヒー」から8作目「恋のダンスサイト」まで8cmCDで発売された全シングルを12cmCDにリサイズ、更にオリジナル・カラオケCD同梱、豪華ブックレットを付属してCD-BOXで発売したものである。今回、12cmCD化に当たり、各シングルの8cmCDには未収録の未発表音源を各盤1曲～2曲加えて収録。このCD-BOXに収録された12cmCDの8枚は、2005年3月2日に8枚全て単品販売されており、入手可能。

## 内容
- モーニング娘。EARLY SINGLE BOX (Disc.1)
  - モーニングコーヒー

  1. モーニングコーヒー
  2. 愛の種
  3. モーニングコーヒー(Instrumental)
  4. モーニングコーヒー(Unreleased "B♭" Version)
- モーニング娘。EARLY SINGLE BOX (Disc.2)
  - サマーナイトタウン

  1. サマーナイトタウン
  2. A MEMORY OF SUMMER'98
  3. サマーナイトタウン(Instrumental)
  4. サマーナイトタウン(First Live Version)
- モーニング娘。EARLY SINGLE BOX (Disc.3)
  - 抱いてHOLD ON ME!

  1. 抱いて HOLD ON ME!
  2. 例えば
  3. 抱いて HOLD ON ME!(Instrumental)
  4. 抱いて HOLD ON ME!（｢モーニング刑事｣Version)
- モーニング娘。EARLY SINGLE BOX (Disc.4)
  - Memory 青春の光

  1. Memory 青春の光
  2. Happy Night
  3. Never Forget
  4. Memory 青春の光(Instrumental)
  5. Memory 青春の光(99.4.18 Live Version)
- モーニング娘。EARLY SINGLE BOX (Disc.5)
  - 真夏の光線

  1. 真夏の光線
  2. 恋の始発列車
  3. 真夏の光線(Instrumental)
  4. 真夏の光線(Early Version)
- モーニング娘。EARLY SINGLE BOX (Disc.6)
  - ふるさと

  1. ふるさと
  2. 忘れらんない
  3. ふるさと(Instrumental)
  4. ふるさと(Early Vocal Version)
- モーニング娘。EARLY SINGLE BOX (Disc.7)
  - LOVEマシーン

  1. LOVEマシーン
  2. 21世紀
  3. LOVEマシーン(Instrumental)
  4. LOVEマシーン(Early Unison Version)
- モーニング娘。EARLY SINGLE BOX (Disc.8)
  - 恋のダンスサイト

  1. 恋のダンスサイト
  2. 恋はロケンロー
  3. 恋のダンスサイト(Instrumental)
  4. 恋のダンスサイト(Groove That Soul Remix)
  5. 恋のダンスサイト(M.I.D. KH-R CLUB MIX)
- モーニング娘。EARLY SINGLE BOX (Disc.9)
  - ORIGINAL KARAOKE

  1. 愛の種
  2. Good Morning
  3. どうにかして土曜日
  4. 未来の扉
  5. ウソつきあんた
  6. Happy Night
  7. Never Forget
  8. 好きで×5
  9. パパに似ている彼
  10. せんこう花火
  11. ダディドゥデドダディ!
  12. 愛車ローンで
  13. くちづけのその後
  14. DANCEするのだ!
  15. 原宿6:00集合

## 参加メンバー
- 1期：中澤裕子、石黒彩、飯田圭織、安倍なつみ、福田明日香
- 2期：保田圭、矢口真里、市井紗耶香
- 3期：後藤真希